# Huracà Gracie
Huracà Gracie va ser un gran huracà que es va formar el setembre de 1959, el més fort de la temporada d'huracans de l'Atlàntic de 1959 i el més intens que va colpejar els Estats Units des de l'huracà Hazel el 1954. El sistema primerament era una àrea de tempesta a l'est de les Petites Antilles que es va moure al nord de les Antilles majors, intensificant-se de pressa en un huracà el 22 de setembre. Gracie era una tempesta molt difícil de preveure on els seus moviments eren imprevisibles. Després de cinc dies de moviment erràtic, Gracie es convertia en un gran huracà que colpejava Carolina del Sud, i es debilitava mentre es movia cap amunt dels Apalatxes, deixant molta pluja en una regió turmentada per la sequera. Molta de la destrucció relacionada amb Gracie es va centrar a Beaufort. Gracie es convertia en un cicló extratropical el 30 de setembre mentre es movia a través dels Estats Units Orientals.